# Oostzanerdijk
De Oostzanerdijk is een dijk en straat in Amsterdam-Noord. Het is het gedeelte van de Waterlandse Zeedijk dat in vroeger in de gemeente Oostzaan lag. In 1921 kwam de dijk in de gemeente Amsterdam te liggen.
Door de komst van de Verlengde Stellingweg rond 1987 werd de tot dan toe doorgaande Oostzanerdijk afgekapt en bestaat nog steeds uit een oostelijk deel dat doodloopt op de ringweg en westelijk gedeelte tot de grens met Zaandam.
In december 2022 werd op het talud tussen de Oostzanerdijk en Kometensingel het Keienmonument onthuld. 